# Maratus volans
Maratus volans ist eine in den östlichen Teilen Australiens lebende Pfauenspinne aus der Familie der Springspinnen. Sie gehört zur Gattung Maratus, die mindestens 20 verschiedene Arten aufweist.

## Vorkommen
Maratus volans, die sogenannte „fliegende Spinne“, ist die bekannteste Art der Gattung Maratus. Sie wurde am häufigsten in der Nähe der Küste von New South Wales (dt.: Neusüdwales), dem südöstlichen Teil Australiens, gefunden, außerdem ca. 70 km südlich von Melbourne und in der Nähe von Brisbane. Dem Queensland-Museum zufolge ist die Spinne im südöstlichen und zentralen Queensland, am Thornton Peak, dem vierthöchsten Berg von Queensland, und im Tropical North Queensland verbreitet.

## Geschichte
Die Erstbeschreibung Maratus volans veröffentlichte Octavius Pickard-Cambridge um 1874. Seine Beobachtung, dass die dorsalen Platten sich anheben und senken, und seine falsche Annahme, dass die Spinnen diese Platten sogar als Flügel und zur Unterstützung ihrer Sprünge benutzten, führten dazu, dass von der „fliegenden/gleitenden“ (lat. volans) Spinne gesprochen wurde. Die Art wurde der Gattung der Maratus zugeteilt, weil die Männchen dieser Gattung eine dorsale Klappe besitzen. Als man die Maratus genauer beobachtete, fiel besonders das einzigartige Balzverhalten der Männchen auf, der sogenannte „Balztanz“.

## Aussehen
Maratus volans ist etwa 3,8–6,0 mm groß. Die Weibchen sind sehr düster gefärbt und besitzen im Gegensatz zu den Männchen keine dorsale Klappe am Opisthosoma. Beim Männchen ist diese dicht mit bunten Schuppen besetzt und schimmert meistens farbenprächtig. Diese Schuppen strahlen bei Maratus volans in der Regel von der Mitte hin zur Seite aus. Maratus volans hat darüber hinaus vier besonders gute, scheinwerferartige Augen an der Stirn; auf der Seite befinden sich jeweils zwei deutlich kleinere Augen.

## Lebensweise und Ernährung
Maratus volans ist eine sehr lebhafte und äußerst schnelle Spinne. Außerdem liebt sie die Sonne und deren Wärme. Um ihre Opfer zu fangen, webt sie kein Netz, sondern verfolgt ihr Opfer so lange, bis sie es mit einem Sprung im richtigen Moment mit einem Biss lähmt. Maratus volans webt nur, um ein Wohngespinst zu erstellen, in dem sie wohnt und überwintert. Außerdem bietet es einen Schutz bei der Häutung und bei der Eiablage. Wie alle Arten aus der Familie der Springspinnen ernährt sich Maratus volans von Insekten. Dabei werden Fliegen, Grillen, Langfühlerschrecken und Kurzfühlerschrecken bevorzugt.

## Der Balztanz
Mit dem Balztanz kämpfen die Männchen um die Aufmerksamkeit der Weibchen. Das Männchen besitzt Baucherweiterungen in Form von Klappen, die es bei seinem Tanz anhebt und in der Endphase des Balztanzes ausklappt. Diesen Körperteilen schrieb Pickard-Cambridge eigentlich die Funktionen des Fliegens und Gleitens zu, was aber nie bestätigt wurde. Daher liegt es nahe, dass sie nur für das Balzverhalten vorhanden sind.
Wenn das Männchen etwa drei Zentimeter vom Weibchen entfernt ist, hebt es seinen Bauch und entfaltet seine Seitenklappen. Sein Abdomen ist dann als bunte Scheibe erkennbar. Rechts und links davon sind seine dritten Laufbeine ausgestreckt. Diese schüttelt das Männchen wild hin und her. Das Hin- und Herlaufen vermindert dabei fast unmerklich den Abstand zum Weibchen. Wenn dem Weibchen der Balztanz des Männchens imponiert, bewegt es sich nicht mehr und gibt dem Männchen somit die Chance aufzusteigen.
Daraufhin dreht das Männchen sein Abdomen und führt seine Pedipalpen, die hier als Spermaüberträger dienen, ein. Dieser Vorgang kann bis zu zwei Stunden dauern. Gleich nach dem Entlassen der Pedipalpen bewegt es sich so schnell wie möglich weit vom Weibchen weg.